# أندري ماركوف
أندري ماركوف (بالروسية: Марков, Андрей Александрович)‏ (22 مارس 1984 في روسيا - ) هو لاعب كرة قدم روسي في مركز الدفاع. لعب مع دينامو بارنول وFC Smena Komsomolsk-na-Amure ‏ وسخالين يوجنو ساخالينسك ‏ وDinaburg FC ‏ وأفانجارد كورسك.

## وصلات خارجية
- أندري ماركوف على موقع قاعدة بيانات كرة القدم.إي يو (الإنجليزية)
- أندري ماركوف على موقع Soccerway.com (الإنجليزية)